# Arnaud Gérard
Arnaud Gérard (Dinan, 6 ottobre 1984) è un dirigente sportivo ed ex ciclista su strada francese, professionista dal 2005 al 2018; dal 2019 è direttore sportivo del team Arkéa-Samsic.

## Palmarès

### Strada
- 2002 (Juniores, due vittorie)

Campionati francesi, Prova in linea Junior
Campionati del mondo, Prova in linea Junior
- 2003 (Côtes d'Armor, una vittoria)

1ª tappa Vuelta al Bidasoa
- 2008 (Française des Jeux, una vittoria)

La Poly Normande
- 2015 (Bretagne-Séché Environnement, una vittoria)

1ª tappa Tour du Poitou-Charentes (Rochefort > Barbezieux-Saint-Hilaire)

## Piazzamenti

### Grandi Giri
- Giro d'Italia

2006: 143º
2007: 124º
- Tour de France

2008: 130º
2014: 132º
2015: 133º
- Vuelta a España

2009: 105º

### Classiche monumento
- Milano-Sanremo

2012: 129º
- Giro delle Fiandre

2009: 82º
- Parigi-Roubaix

2008: 106º
2009: ritirato
- Liegi-Bastogne-Liegi

2005: ritirato
2011: ritirato
- Giro di Lombardia

2005: ritirato
2006: ritirato
2007: ritirato
2009: ritirato
2010: ritirato

### Competizioni mondiali
- Campionati mondiali

Zolder 2002 - In linea Junior: vincitore